# Ceracates
Els ceracates (en llatí Caeracates) eren un poble germànic esmentat per Tàcit junt amb els tribocs i els vangíons quan parla de la Revolta dels bataus dirigida per Juli Civilis.
És possible que hagueren ocupat el territori entre el Nahe i el Rin, amb Moguntiacum (Magúncia) com a capital. Els pobles com Karbach, Karlick, Karweiler, Karthäuser, de la rodalia de Magúncia tindrien el seu origen en els ceracates (Karakates).